# Jean-Baptiste Abessolo
Jean-Baptiste Nguema Abessolo, de asemenea, cunoscut și ca J.-B. Abessolo-Nguema, (n. 15 februarie 1932) este un pedagog și scriitor din Gabon.

## Cărți
- Les Aventures de Biomo (IPN, 1975) ISBN 2211917747
- Contes de gazelle. Les Aventures de Biomo. L'Arbre du voyageur (Paris: L'Ecole, 1975) ISBN 978-2-211-91774-2
- Contes du Gabon (Paris: Cle International, 1981, 1991) ISBN 978-2-85319-229-3